# William Kinnear
William Duthie Kinnear (Marykirk, 3 de dezembro de 1880 - 5 de março de 1974) foi um remador escocês, campeão olímpico.
William Kinnear competiu nos Jogos Olímpicos de 1912, na qual conquistou a medalha de ouro no skiff simples.